# Felisa Romero
Felisa Romero es una película para televisión colombiana de 1998 dirigida por Juan Camilo Pinzón y protagonizada por Kika Child, Yuldor Gutiérrez, Julián Román y Rafael Uribe Ochoa.

## Reparto
- Kika Child - Felisa Romero
- Yuldor Gutiérrez - Guadalupe Romero
- Julián Román - El policía
- Rafael Uribe Ochoa - El cura